# Majorsgatan, Stockholm

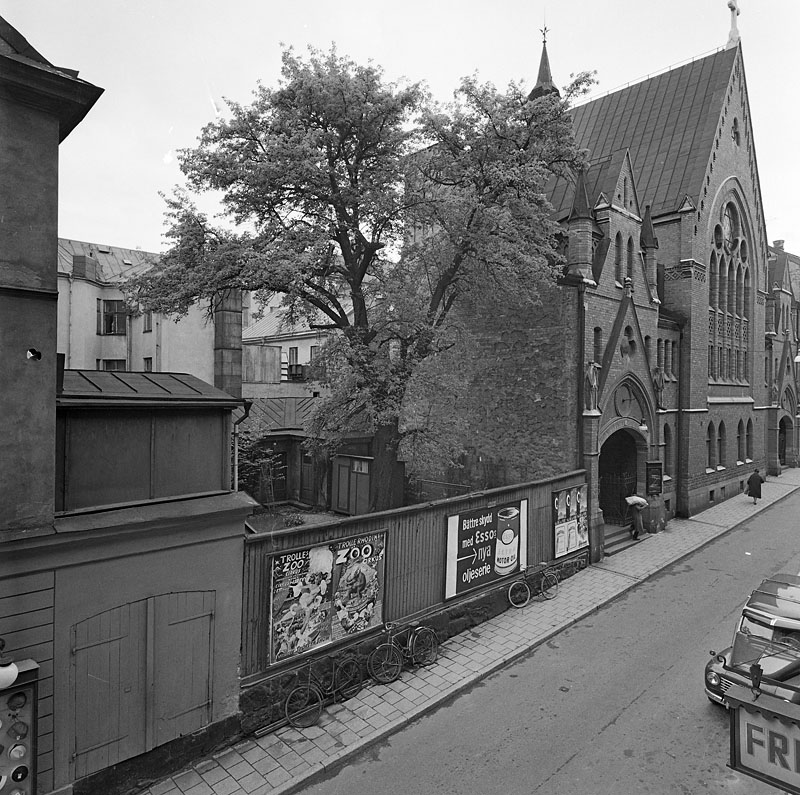
Majorsgatan med Trefaldighetskyrkan på 1960-talet

Majorsgatan är en 140 meter lång bakgata på Östermalm i Stockholm. Gatan hette fram till 1868 Profossgatan. En Profoss var en bödel inom militären, och gatan döptes om då namnet ansågs för makabert.
Författaren Hjalmar Söderberg växte upp på Majorsgatan, och Annette Kullenberg har även bott här. På Majorsgatan ligger den byggnadsminnesförklarade Trefaldighetskyrkan  som uppfördes 1893–1894 av metodistförsamlingen efter arkitekten Johan Laurentz ritningar. Den ägs numera av en privatperson.